# Guglielmo Duranti
Guglielmo Duranti (Arezzo, 14 aprile 1864 – Arezzo, 1º ottobre 1931) è stato un politico e avvocato italiano.

## Biografia
Nato ad Arezzo nel 1864 in una famiglia iscritta al patriziato cittadino, si laureò in legge all'Università di Siena e lavorò come avvocato penalista.
Progressista, di fede repubblicana, ateo e massone, è considerato, insieme a Giovanni Severi, uno dei principali esponenti del radicalismo aretino. Dal 1889 al 1913 ricoprì ininterrottamente la carica di consigliere comunale e fu anche assessore dal settembre 1892 al settembre 1893 nella giunta del prosindaco Giovanni Battista Bandinelli, reggente dopo una crisi che aveva visto le dimissioni di Angiolo Mascagni e la rinuncia alla carica di sindaco da parte di Eliseo Sarri.
Il 4 settembre 1893 venne eletto sindaco di Arezzo, poi riconfermato alle elezioni del 29 luglio 1895 e del 19 luglio 1899. L'11 febbraio 1900, a causa della mancata presentazione del bilancio di previsione, il consiglio comunale fu sciolto per ordine governativo e Duranti venne sostituito dal commissario straordinario Vittorio Ballauri in attesa di nuove elezioni. Tra le principali opere ad Arezzo realizzate durante i suoi tre mandati si ricordano l'illuminazione elettrica nel luglio 1894, la ristrutturazione del convento di Santa Margherita per ospitare la sede della scuola normale magistrale femminile, l'ampliamento della Caserma San Giusto, i primi lavori di sistemazione della Fortezza Medicea, la demolizione della Porta di Santo Spirito, e l'approvazione del piano regolatore urbanistico per l'area sud della città redatto dall'ingegnere Umberto Tavanti.
Dal 1911 al 1913 fu assessore alle finanze nella giunta presieduta da Ugo Mancini.
Tra i numerosi incarichi ricoperti si ricordano: presidente della commissione incaricata per i festeggiamenti del sesto centenario della nascita di Francesco Petrarca (1904); presidente dell'accademia del Teatro Petrarca (1899-1903, 1905-1911, 1913-1931); presidente della Croce Bianca (1907-1931); promotore del monumento ai caduti per la patria del Cimitero urbano, scolpito da Alessandro Lazzerini (1922); membro della Commissione ospedaliera (1927-1929).
Morì ad Arezzo il 1º ottobre 1931.

## Pubblicazioni
- Lettera di condoglianza del Sindaco Guglielmo Duranti, in In memoria del march. comm. dott. Alessandro Albergotti, Arezzo, Bellotti, 1895.
- Note defenzionali autorizzate per Baldassarri Ing. Tito contro Pasqui G.B. e Bardeschi Marco, Arezzo, Sinatti, 1903.
- Comparsa conclusionale per la Ditta Reinacher e Ott contro il R. Ministero delle Finanze, Arezzo, Sinatti, 1903 (con Francesco Vendramini e Alessandro Malenchini).
- Memoria per la Ditta Reinacher e Ott di Arezzo contro l'Amministrazione delle Finanze, Arezzo, Sinatti, 1904 (con Francesco Vendramini).
- Successione Burroni: ricorso al Prefetto di Arezzo [...] degli avvocati Guglielmo Duranti e Giovanni Guiducci contro la pia Fraternita dei Laici, Arezzo, Sinatti, 1905 (con Giovanni Guiducci).
- Comparsa conclusionale per Pietro Barbagli contro la Ditta Boschi-Papini, Arezzo, Sinatti,1905.
- Comparsa aggiunta per Pietro Barbagli e LL.CC. (appellati) contro Boschi e Papini (appellanti), Arezzo, Sinatti, 1905 (con Alessandro Malenchini).
- Memoria per Truccoli Ersilia contro Tonini e Mancini, Arezzo, Sinatti, 1906.
- Memoria defensionale per Trumpy Enrico contro Guiducci Giovan Battista, Arezzo, Sinatti, 1906.
- Comparsa conclusionale Reinacher Gustavo e Ministro delle Finanze, Arezzo, Sinatti, 1909.
- Inaugurazione del monumento nel cimitero urbano di Arezzo ai soldati morti per la Patria, in Relazione sommaria sull'opera del Comitato aretino di provvidenza civile, Arezzo, Sinatti, 1922.